# Григор'єва Наталія Миколаївна
Ната́лія Микола́ївна Григо́р'єва (Дорофєєва) (* 1962) — радянська та українська легкоатлетка-бігунка з бар'єрами, майстер спорту СРСР міжнародного класу (1986). Рекордсменка України; п'ятиразова чемпіонка СРСР.

## Життєпис
Народилась 1962 року в місті Ішимбай (Башкортостан).
Представляла клуб «Спартак» і «Локомотив» (Харків).
Срібна призерка Чемпіонату СРСР з легкої атлетики в приміщенні-1985.
На Чемпіонаті Європи з легкої атлетики-1986 — сьома. Того ж року здобула звання майстра спорту СРСР міжнародного класу — бронзова призерка Чемпіонату СРСР з легкої атлетики в приміщенні-1986.
Переможниця Чемпіонату СРСР з легкої атлетики в приміщенні-1987.
Зайняла четверте місце на Олімпійських іграх 1988 року.
Виграла золоту медаль на Іграх доброї волі-1990 (Сіетл). Того ж року на Чемпіонаті Європи з легкої атлетики-1990 вийшла у півфінал. Срібна призерка Чемпіонату СРСР з легкої атлетики в приміщенні-1990.
Бронзова призерка Чемпіонату світу-1991. Того ж року її допінг-тест виявився позитивним.
На Літніх Олімпійських іграх-1996 вийшла у чвертьфінал.
1997-го закінчила Харківський інститут фізичної культури.
Найкращий особистий час на 100 метрів з перешкодами склав 12,39 секунди, досягнуто в липні 1991 року у Києві — український рекорд. Станом на 2015 рік цей час все ще перебував у топ-10 світового списку за весь час. У бігу з перешкодами на 60 метрів найкращий час — 7,85 секунди, досягнуто в лютому 1990 року у Челябінську.